# Dingle Lake
Dingle Lake är en sjö i Antarktis. Den ligger i Östantarktis. Australien gör anspråk på området. Dingle Lake ligger 2 meter över havet. Arean är 0,46 kvadratkilometer. Den sträcker sig 0,6 kilometer i nord-sydlig riktning, och 1,7 kilometer i öst-västlig riktning.